# Chrysler 300M
Chrysler 300M var en øvre mellemklassebil fra bilfabrikanten Chrysler bygget mellem midten af 1998 og sensommeren 2004. Dermed fortsattes den allerede i 1965 udgåede serie af "Letter Cars".

## Historie
Oprindeligt var bilen planlagt til at skulle hedde Eagle Vision ligesom forgængeren, derfor var der allerede lavet reklamer med Eagle-logoer. Efter at Chrysler-koncernen i foråret 1998 havde taget mærket Eagle af markedet, men gerne vil beholde en kompakt sedan ligesom Eagle Vision i programmet, blev bilen introduceret i juli 1998 som Chrysler 300M.
Bilens 2,7-liters V6-motor ydede 149 kW (203 hk) og trak på forhjulene. Gennemsnitsforbruget lå på 11 l superbenzin pr. 100 km, og topfarten på 210 km/t. Udstyret omfattede kørecomputer, klimaautomatik, alufælge, fartpilot, el-ruder, sædehukommelse, sædevarme og Infinity-radio med 9 højttalere.

### Facelift
I foråret 2002 gennemgik 300M et let facelift, som kunne kendes på den mærketypiske kølergrill.
Derudover fandtes 300M også med en større 3,5-litersmotor med 185−187 kW (252−254 hk), som gav bilen en topfart på op til 230 km/t.
- Chrysler 300M (2002–2004)
- Bagfra

## Motorer
| Model | Slagvolume cm³ | Max. effekt kW (hk) / omdr. | Max. drejningsmoment Nm / omdr. | Euronorm | Acceleration 0-100 km/t sek. | Topfart km/t | Byggeår     |
| ----- | -------------- | --------------------------- | ------------------------------- | -------- | ---------------------------- | ------------ | ----------- |
| 2.7   | 2736           | 149 (203) / 5900            | 255 / 4900                      | Euro2    | 10,2                         | 210          | 1998 − 1999 |
| 2.7   | 2736           | 150 (204) / 5900            | 257 / 5000                      | Euro3    | 10,2                         | 210          | 1999 − 2001 |
| 3.5   | 3518           | 187 (254) / 6400            | 339 / 3850                      | Euro2    | 8,8                          | 230          | 1998 − 2001 |
| 3.5   | 3518           | 185 (252) / 6400            | 340 / 4000                      | Euro3    | 8,8                          | 230          | 2001 − 2004 |

300M blev produceret frem til september 2004, hvorefter den blev afløst af Chrysler 300.